# Nyaa Torrents
Nyaa Torrents, ou plus simplement Nyaa, est un tracker BitTorrent spécialisé en anime disparu en mai 2017. Il a aujourd'hui fortement été cloné en plusieurs alternatives poussées par d'anciens utilisateurs. Il semblerait que les auteurs originaux n'en soient pas à l'origine.

## Présentation

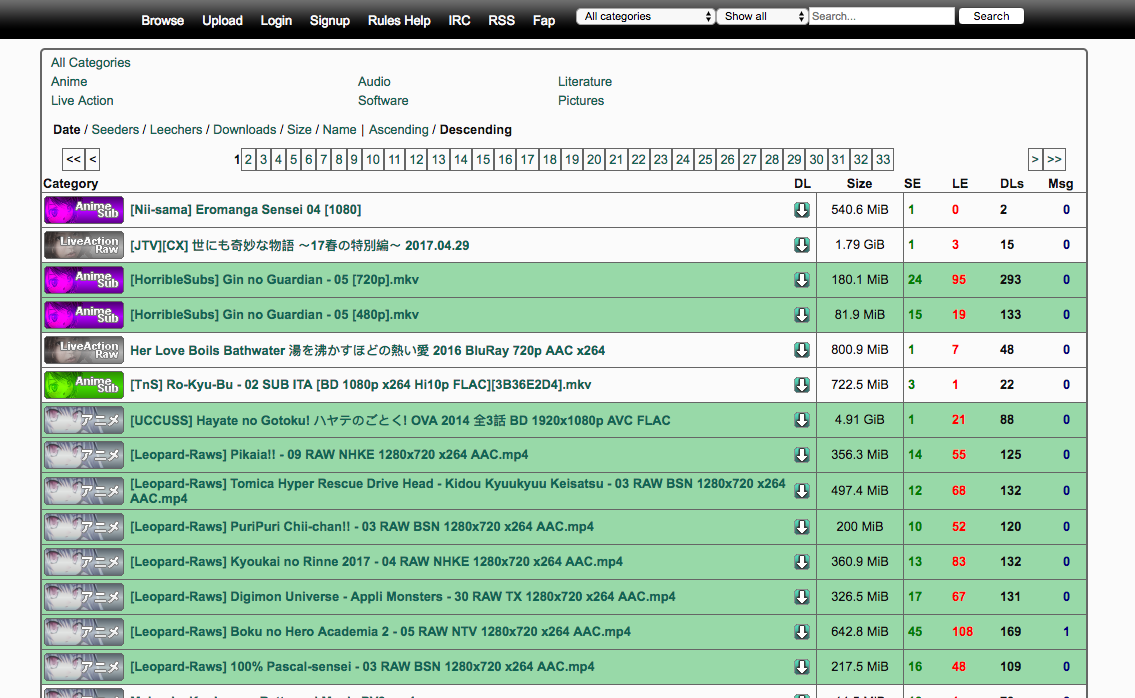

Nyaa était l'un des trackers d'anime les plus connus, classé parmi les 500 sites les plus visités au monde. Il était avant tout fréquenté par les pays asiatiques comme le Japon, et depuis les États-Unis. Le contenu était généralement en japonais, avec des sous-titres en anglais. Il s'agissait d'un tracker public, c'est-à-dire qu'il était ouvert à tous sans inscription obligatoire. Par défaut, il ne proposait aucun contenu à caractère pornographique, se disant SFW, mais il existait un sous-domaine, intitulé sukebei, qui en proposait, et qui dépassait par ailleurs le cadre fictif du hentai. Même si Nyaa proposait essentiellement de l'anime, on retrouvait aussi des émissions japonaises, de la K-pop, des OST d'anime, des jeux vidéo, des mangas scannés.
Le site était particulièrement populaire au Japon, où le gouvernement le considérait comme une véritable cible, et il a connu d'importantes attaques par déni de service dans le passé.
Le 1er mai 2017, les noms de domaine nyaa.se, nyaatorrents.org et nyaa.eu sont suspendus, les modérateurs confirment plus tard qu’il s’agit d’une décision du propriétaire du site.
Dans les semaines qui suivent, de nombreux clones basés sur une copie de la base de données du site avant son arrêt sont ouverts. Certains reprennent des parties de la base de données originale sauvegardée et assurent un développement pour remplacer le site original.